# Fokienia hodginsii
Fokienia hodginsii är en cypressväxtart som först beskrevs av Stephen Troyte Dunn, och fick sitt nu gällande namn av Augustine Henry och H. H. Thomas. Fokienia hodginsii ingår i släktet Fokienia och familjen cypressväxter. IUCN kategoriserar arten globalt som nära hotad. Inga underarter finns listade i Catalogue of Life.

## Bildgalleri

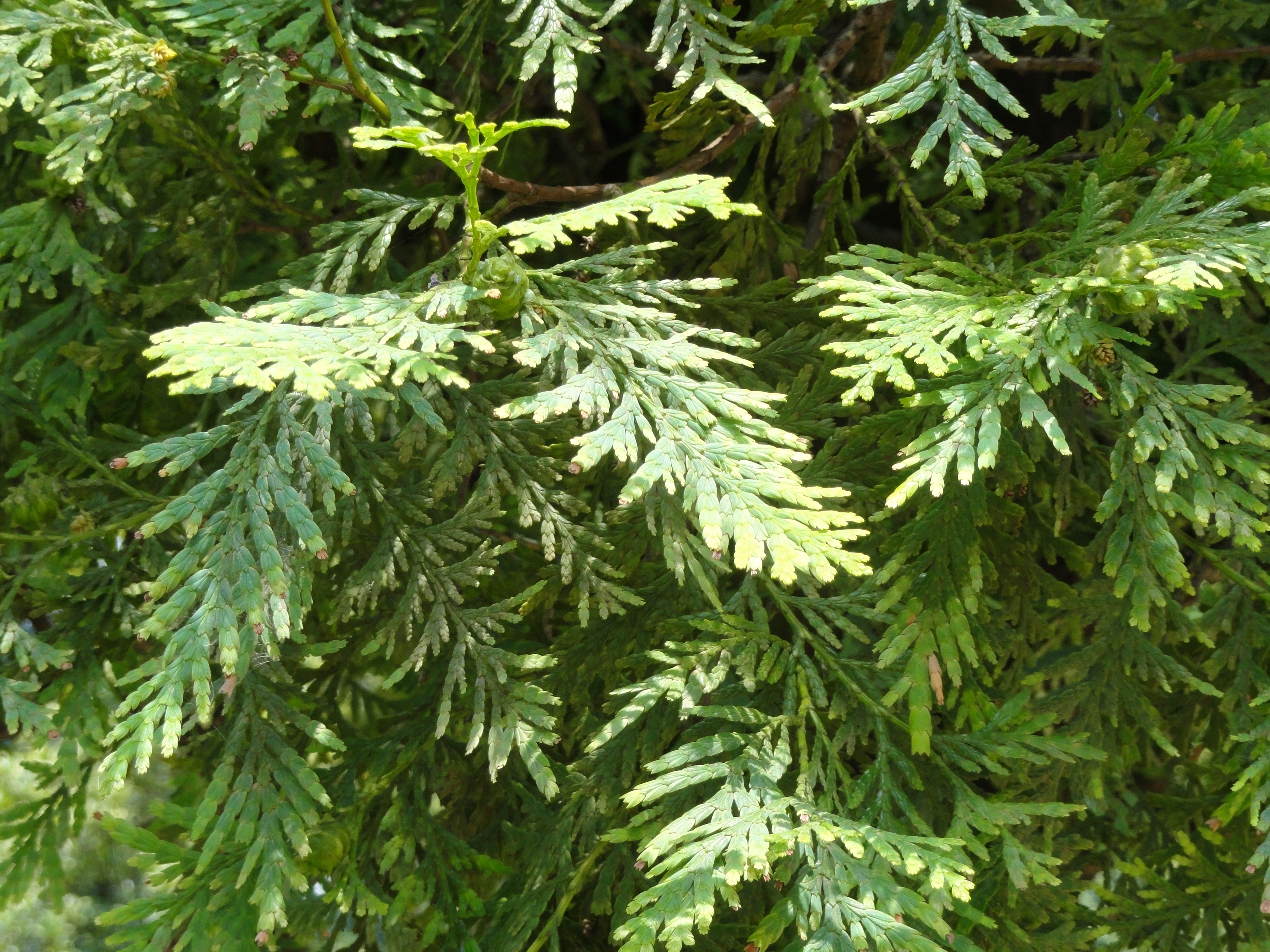